# George Brent
George Brent (nascido George Patrick Nolan, Ballinasloe, 15 de março de 1904 – Solana Beach, 26 de maio de 1979) foi um ator Irlando-Americano do teatro, cinema e televisão.

## Início da vida
George Brent nasceu em Ballinasloe, Condado de Galway, em 15 de março de 1904, filho de John J. e Mary Nolan. Sua mãe era uma nativa de Clonfad, uma província no Condado de Roscommon, na Irlanda. Durante a Guerra de Independência da Irlanda (1919-1922), Brent envolveu-se no Exército Republicano Irlandês. Ele fugiu da Irlanda após receber uma bonificação do governo britânico.

## Carreira
George Brent foi para os Estados Unidos em 1921. Após algum tempo, ele saiu em turnê trabalhando com a produção da comédia dramática Abie's Irish Rose. Durante os cinco anos seguintes, ele trabalhou em companhias de sociedades anônimas, no Colorado, Rhode Island, Flórida e Massachusetts. Em 1930, ele apareceu na Broadway com a peça Amor, Honra, e Traição, ao lado do ator ohioano Clark Gable.
Ele finalmente se mudou para Hollywood, e fez o seu primeiro filme, Sob Suspeita, em 1930. Nos próximos dois anos, Brent apareceu em um menor número de filmes produzidos pelos estúdios da Universal e Fox, antes de assinar contrato com a Warner Bros. em 1932. Ele permaneceu na Warner Bros. nos próximos 20 anos, conquistando uma carreira de sucesso onde foi um dos atores principais do estúdio no final dos anos de 1930 e 1940.
Apadrinhado por Bette Davis, Brent tornou-se seu par mais frequente em muitos filmes, aparacendo com ela em 13 deles, incluindo Miss Repórter (1935), Nas Garras da Lei (1935), A Flecha de Ouro (1936), Jezebel (1938), Eu Soube Amar (1939), Dark Victory (1939), e A Grande Mentira (1941). Brent também atuou ao lado de Ruby Keeler em Rua 42 (1933); com Greta Garbo em O Véu Pintado (1934); com Ginger Rogers em Em Pessoa (1935); com Madeleine Carroll em O Caso Contra a Srª. Ames (1936); com Jean Arthur em Mais que uma Secretária (1936); com Myrna Loy em Missão Secreta (1934) e E as Chuvas Chegaram, (1939); com Merle Oberon em O Último Encontro (1940); com Ann Sheridan em Lua de Mel para Três (1941); com Olivia de Havilland em Nascida para o mal (1942, que também os reuniu com Bette Davis); com Joan Fontaine em Os Amores de Suzana (1945); com Barbara Stanwyck em No Palco da Vida (1932), O Preço da Compra (1932), Serpente de Luxo (1933), As Três Herdeiras (1942) e Minha Reputação (1946); com Claudette Colbert nos filmes O Amanhã é Eterno (1946); com Dorothy McGuire em Silêncio nas Trevas (1946); com Lucille Ball em A Mulher e a Mentira (1946), e finalmente com Yvonne De Carlo em Escrava Sedutora (1947).
A partir da década de 1940, Brent começou a fazer filmes menos populares e de baixo alcance, se aposentando do cinema em 1953. Ele continuou a aparecer na televisão até 1960, tendo aparecido na série antológica de cunho religioso Crossroads. Em 1956, estreou como um dos principais atores na série televisiva Wire Service.
Em 1960, Brent foi homenageado com duas estrelas na Calçada da Fama, em Hollywood: uma por seu trabalho no cinema e outra pela sua obra televisiva.
Em 1978, George Brent fez seu último filme, Nascido Outra Vez (Born Again), produzido especialmente para a televisão.

## Vida pessoal
George Brent foi casado cinco vezes: com Helen Louise Campbell (1925-1927), Ruth Chatterton (1932-1934), Constance Worth (1937), Ann Sheridan (1942-1943), e Janet Michaels (1947-1974). Chatterton, Worth e Sheridan foram também atrizes. Chatterton e Sheridan, além de atrizes, eram da Warner Bros. e também eram modelos. Seu último casamento foi com a ex-modelo e designer Janet Michaels e durou 27 anos, até a sua morte, em 1974. Eles tiveram um filho e uma filha.
Brent também manteve um longo relacionamento com a atriz Bette Davis, sua frequente co-estrela da Warner Bros., quem descreveu seu último encontro com Brent depois de muitos anos de distanciamento: ele estava sofrendo de uma avançada enfisema, e ela expressou grande tristeza com sua doença e deterioração.
George Brent faleceu em 1979, em Solana Beach, Califórnia.